# Benzothiadiazin
Benzothiadiazin ist eine chemische Verbindung aus der Gruppe der bicyclischen Heterocyclen, genauer der Thiadiazine, welche zwei Stickstoff- und ein Schwefelatom enthalten.

## Verwendung
Benzothiadiazin selbst findet keine Anwendung, jedoch werden einige Derivate (wie zum Beispiel abgeleitete Arylpiperazine und Dioxide, darunter Benzthiazid) als Arzneistoffe verwendet.